# پاستا پومودورو
پاستا پومودورو یک نوع پاستاست که معمولاً با گوجه‌فرنگی تازه، روغن زیتون فوق بکر، سیر، ریحان و نمک تهیه می‌شود.

## ریشه‌شناسی
پومودورو در زبان ایتالیایی به معنای گوجه فرنگی است. به‌طور خاص، پومودورو ترکیبی از پومو ("سیب") + د ("از") + اورو ("طلا") است، احتمالاً به این دلیل است که اولین گونه‌های گوجه فرنگی که به اروپا رسیدند و از اسپانیا به ایتالیا گسترش یافتند، با رنگ زرد بودند.
یک گونه قرمز گوجه‌فرنگی بعداً در آفریقا ایجاد شد که در ایتالیا به عنوان pomo dei morì شناخته شد ("سیب موروها ").